# Choy Ji
Choy Ji (Chaozhou 1988 - ) Director de cinema xinès.

## Biografia
Choy Ji va néixer l'any 1988 a Chaozhou, província de Guangdong (Xina). Ha estudiat periodisme i a la Talents Tokyo.Va estudiar cinema documental a la Communication University of China (CUC) a Pequín, Va treballar com a periodista al sud de la Xina durant un any abans de fer alguns curts documentals.

## Filmografia
Va començar la seva trajectòria cinematogràfica amb els curtmetratges Nature’s Kids (2012), Recalling (2013) i A Piece of Time (2014), els quals han estat premiats al Festival de Cine Independent de Xina.
Va filmar el seu primer llargmetratge el 2023:  Borrowed Time. Produït per Mo Jinjin i per Stanley Kwan. A part de l'actor de Hong Kong ,Tai Bo (Twilight's Kiss), el repartiment de la pel·lícula està format principalment per actors no professionals, inclòs Lin Dongping interpretant la jove protagonista. La pel·lícula va ser escrita pel col·laborador de Choy Ji, Wang Yin, amb la fotografia de Huang Shuli i la direcció d'art d'Albert Poon Yick-sum i Li Xinhe.
Entre altres festivals va ser presentat a la Secció Oficial del Asian Film Festival Barcelona 2024 el Festival Internacional de Cinema de Rotterdam (2024) o a la secció New Currents del 28è Festival Internacional de Cinema de Busan i al  Festival de Cinema de Pingyao.
El film, en cantonès, segueix a una jove de Guangzhou (capital de la província de Guangdong) que viatja a Hong Kong per buscar el pare que no ha vist en 20 anys, i que sap que té una família completament separada a l'altre costat de la frontera. Presenta una reflexió en moviment pels carrers d’Hong Kong. La protagonista desafia les relacions lineals d’espai i temps combinant el passat amb el present, la collita amb els gratacels i la realitat amb la fantasia. Al llarg de la pel·lícula, els fotogrames capturen escenes íntimes i quotidianes d’una dona que se sent endeutada amb el temps. Amb una fotografia íntima i un ritme pausat, es dibuixa l’experiència de l’ésser humà d’acord amb el seu entorn.
En relació al seu interés en filmar un llargmetratge, Choy, en una entrevista va manifestar: ".. Abans d'aquesta pel·lícula vaig estar rodant un documental a la regió tibetana durant gairebé deu anys. No tens cap control com a documentalista, has d'esperar que passi la vida, així que vaig començar a pensar que les pel·lícules de ficció serien una bona manera d'expressar el que volia dir. "